# Muzuá
O muzuá é uma arte de pesca/armadilha oval de pesca artesanal com talas do bambu taboca, colocada em locais fundos próximo a margem do rio na região amazônida.

## Características
A armadilha apresenta uma forma oval, com comprimento de um metro, uma isca em seu interior, uma abertura nas extremidades laterais por onde penetram os peixes. Esse petrecho é colocada em local relativamente fundo próxima a margem do rio, presa ao fundo por estacas fincadas.

## Desuso
O uso do muzuá na pesca artesanal está entrando em desuso, por motivos similares aos ocorridos com a pescaria de linha de mão: estoque pesqueiro reduzidos, poços de pesca remexidos e, peixes ariscos. Situações que levaram os pescadores buscarem técnicas com produtividade maior e com resultado mais rápido (não necessita de longas esperas).

## Pesca artesanal
A pesca artesanal é uma atividade com função socioeconômica, ocupação de mão-de-obra, geração de renda e, oferta de alimentos para a população, praticado por diversos de petrechos e, com mão-de-obra familiar.
Segundo Cristiane Silva Nogueira: "O pescador artesanal é aquele que utiliza instrumentos e técnicas adequadas às condições ambientais, tais como: linha-de-mão, espinhel, malhadeira e outras artes de pesca. Realizam esta atividade o ano todo com seus familiares e companheiros com a finalidade de suprir suas necessidades básicas alimentares e geração de renda".

## Arte de pesca
Os petrechos/equipamentos usados na pesca artesanal podem ser classificados em:
- técnicas fixas: curral; fuzarca; matapi; muzuá/covo; tapagem/cacuri,[5][6] e; zangarias;[5]
- técnicas móveis: arrastão; espinhel/palangre; linha de mão; malhadeira, e; tarrafa.

Outros petrechos de pesca: guizo; poitamento; timbó; cavalinho; pari; fisga; garateia; arpão; puçá; caniço; rabiola; socó; moponga; paneirão.